# Lobophora rudolphii
Lobophora rudolphii là một loài bướm đêm trong họ Geometridae.